# Zašpinit slunce
Zašpinit slunce (czes. zabrudzić słońce) - pierwszy album czeskiej grupy Umbrtka. Został wydany w roku 2000. Składa się z jednego utworu, który trwa ponad 45 minut.

## Lista utworów
1. "Zašpinit Slunce" - 45:33